# Mortelle Symphonie
Pour plus de détails, voir Fiche technique et Distribution.
Mortelle Symphonie (Las trompetas del apocalipsis) est un giallo italo-espagnol réalisé par Julio Buchs et sorti en 1969.

## Synopsis
De retour à Londres pour un court congé, un jeune officier de marine du Bureau de Sa Majesté a la désagréable surprise de découvrir que sa très jeune sœur s'est suicidée. Il mène l'enquête et découvre les liens que sa sœur semblait avoir avec son professeur de musique. Avec l'aide de l'amie de la sœur et du neveu du professeur, il va évoluer dans la scène hippie de Londres.

## Fiche technique
- Titre français : Mortelle Symphonie ou Perversion Story[1]
- Titre original espagnol : Las trompetas del apocalipsis[2]
- Titre original italien : I caldi amori di una minorenne[3]
- Réalisateur : Julio Buchs
- Scénario : Julio Buchs, Sandro Continenza, Federico De Urrutia
- Photographie : Manuel Rojas
- Montage : Anthony Rambledon, Vincenzo Tomassi (it) (sous le nom de « Vincent Thomas »)
- Musique : Gianni Ferrio
- Maquillage : Paloma Fernández
- Production : Edmondo Amati (it), José Frade
- Société de production : Empire Films (Rome), Trébol Films (Madrid)
- Pays de production :  Italie -  Espagne
- Langue originale : espagnol
- Format : Couleur par Eastmancolor - 2,35:1 - Son mono - 35 mm
- Durée : 95 minutes (1 h 35)
- Genre : Giallo
- Dates de sortie :
  - Italie : 22 août 1969
  - Espagne : 3 novembre 1969
  - France : 1971

## Distribution
- Brett Halsey : Richard Milford
- Marilù Tolo : Helen Becker
- Fabrizio Moroni (it) : Harry
- Alberto Dalbes : Albert Stone
- Romina Power : Fanny
- Gérard Tichy : le commissaire